# Отело (кратки филм)
„Отело” је српски кратки филм из 2003. године. Режирао га је Ненад Павловић који је заједно са Стеваном Вранешом написао и сценарио.

## Улоге
| Глумац             | Улога              |
| ------------------ | ------------------ |
| Никола Вујовић     | Душан Стевановић   |
| Предраг Радоњић    | Алекса             |
| Саша Али           |                    |
| Јасмина Ћоровић    | Тамара             |
| Бојан Димитријевић | Пеђа               |
| Ненад Гвозденовић  | Професор Матијевић |